# Jeanette Ottesen
Jeanette Ottesen –también conocida por su nombre de casada Jeanette Ottesen Gray– (Kongens Lyngby, 30 de diciembre de 1987) es una deportista danesa que compite en natación, especialista en los estilos libre y mariposa.
Participó en cinco Juegos Olímpicos de Verano, entre los años 2004 y 2020, obteniendo una medalla de bronce en Río de Janeiro 2016, en el relevo 4 × 100 m estilos, el quinto lugar en Pekín 2008 (100 m libre), el sexto lugar en Londres 2012 (100 m mariposa y 4 × 100 m libre) y el octavo en Tokio 2020 (4 × 100 m libre).
Ganó cuatro medallas en el Campeonato Mundial de Natación entre los años 2011 y 2015, y doce medallas en el Campeonato Mundial de Natación en Piscina Corta entre los años 2010 y 2016.
Además, obtuvo ocho medallas en el Campeonato Europeo de Natación entre los años 2010 y 2016, y 28 medallas en el Campeonato Europeo de Natación en Piscina Corta entre los años 2008 y 2019.

## Palmarés internacional
| Juegos Olímpicos                    | Juegos Olímpicos        | Juegos Olímpicos  | Juegos Olímpicos       |
| Año                                 | Lugar                   | Medalla           | Prueba                 |
| ----------------------------------- | ----------------------- | ----------------- | ---------------------- |
| 2016                                | Río de Janeiro (Brasil) | Medalla de bronce | 4 × 100 m estilos      |
| Campeonato Mundial                  |                         |                   |                        |
| Año                                 | Lugar                   | Medalla           | Prueba                 |
| 2011                                | Shanghái (China)        | Medalla de oro    | 100 m libre            |
| 2013                                | Barcelona (España)      | Medalla de oro    | 50 m mariposa          |
| 2015                                | Kazán (Rusia)           | Medalla de plata  | 50 m mariposa          |
| 2015                                | Kazán (Rusia)           | Medalla de plata  | 100 m mariposa         |
| Campeonato Mundial en Piscina Corta |                         |                   |                        |
| Año                                 | Lugar                   | Medalla           | Prueba                 |
| 2010                                | Dubái (EAU)             | Medalla de bronce | 50 m mariposa          |
| 2012                                | Estambul (Turquía)      | Medalla de oro    | 4 × 100 m estilos      |
| 2012                                | Estambul (Turquía)      | Medalla de bronce | 50 m libre             |
| 2012                                | Estambul (Turquía)      | Medalla de bronce | 50 m mariposa          |
| 2012                                | Estambul (Turquía)      | Medalla de bronce | 4 × 100 m libre        |
| 2014                                | Doha (Catar)            | Medalla de oro    | 4 × 50 m estilos       |
| 2014                                | Doha (Catar)            | Medalla de oro    | 4 × 100 m estilos      |
| 2014                                | Doha (Catar)            | Medalla de plata  | 50 m mariposa          |
| 2014                                | Doha (Catar)            | Medalla de bronce | 100 m mariposa         |
| 2014                                | Doha (Catar)            | Medalla de bronce | 4 × 50 m libre         |
| 2016                                | Windsor (Canadá)        | Medalla de oro    | 50 m mariposa          |
| 2016                                | Windsor (Canadá)        | Medalla de bronce | 4 × 50 m estilos       |
| Campeonato Europeo                  |                         |                   |                        |
| Año                                 | Lugar                   | Medalla           | Prueba                 |
| 2010                                | Budapest (Hungría)      | Medalla de plata  | 50 m mariposa          |
| 2014                                | Berlín (Alemania)       | Medalla de oro    | 100 m mariposa         |
| 2014                                | Berlín (Alemania)       | Medalla de oro    | 4 × 100 m estilos      |
| 2014                                | Berlín (Alemania)       | Medalla de plata  | 50 m mariposa          |
| 2014                                | Berlín (Alemania)       | Medalla de bronce | 50 m libre             |
| 2016                                | Londres (Reino Unido)   | Medalla de plata  | 50 m mariposa          |
| 2016                                | Londres (Reino Unido)   | Medalla de plata  | 100 m mariposa         |
| 2016                                | Londres (Reino Unido)   | Medalla de bronce | 50 m libre             |
| Campeonato Europeo en Piscina Corta |                         |                   |                        |
| Año                                 | Lugar                   | Medalla           | Prueba                 |
| 2008                                | Rijeka (Croacia)        | Medalla de oro    | 100 m mariposa         |
| 2008                                | Rijeka (Croacia)        | Medalla de plata  | 100 m libre            |
| 2008                                | Rijeka (Croacia)        | Medalla de plata  | 50 m mariposa          |
| 2008                                | Rijeka (Croacia)        | Medalla de bronce | 50 m libre             |
| 2009                                | Estambul (Turquía)      | Medalla de bronce | 100 m libre            |
| 2009                                | Estambul (Turquía)      | Medalla de bronce | 100 m mariposa         |
| 2011                                | Szczecin (Polonia)      | Medalla de oro    | 50 m mariposa          |
| 2011                                | Szczecin (Polonia)      | Medalla de oro    | 100 m mariposa         |
| 2011                                | Szczecin (Polonia)      | Medalla de oro    | 4 × 50 m estilos       |
| 2011                                | Szczecin (Polonia)      | Medalla de plata  | 50 m libre             |
| 2011                                | Szczecin (Polonia)      | Medalla de plata  | 100 m libre            |
| 2011                                | Szczecin (Polonia)      | Medalla de plata  | 4 × 50 m libre         |
| 2012                                | Chartres (Francia)      | Medalla de oro    | 50 m mariposa          |
| 2012                                | Chartres (Francia)      | Medalla de oro    | 4 × 50 m libre         |
| 2012                                | Chartres (Francia)      | Medalla de oro    | 4 × 50 m estilos       |
| 2012                                | Chartres (Francia)      | Medalla de plata  | 100 m libre            |
| 2012                                | Chartres (Francia)      | Medalla de bronce | 50 m libre             |
| 2012                                | Chartres (Francia)      | Medalla de bronce | 100 m mariposa         |
| 2013                                | Herning (Dinamarca)     | Medalla de oro    | 4 × 50 m libre         |
| 2013                                | Herning (Dinamarca)     | Medalla de oro    | 4 × 50 m estilos       |
| 2013                                | Herning (Dinamarca)     | Medalla de plata  | 50 m mariposa          |
| 2013                                | Herning (Dinamarca)     | Medalla de bronce | 100 m mariposa         |
| 2015                                | Netanya (Israel)        | Medalla de plata  | 50 m mariposa          |
| 2015                                | Netanya (Israel)        | Medalla de plata  | 100 m mariposa         |
| 2015                                | Netanya (Israel)        | Medalla de bronce | 50 m libre             |
| 2019                                | Glasgow (Reino Unido)   | Medalla de bronce | 50 m mariposa          |
| 2019                                | Glasgow (Reino Unido)   | Medalla de bronce | 4 × 50 m libre         |
| 2019                                | Glasgow (Reino Unido)   | Medalla de bronce | 4 × 50 m estilos mixto |